# 1935 en basket-ball
Chronologie du basket-ball
1934 en basket-ball - 1935 en basket-ball - 1936 en basket-ball
Les faits marquants de l'année 1935 en basket-ball :

## Mai
- 2 au 7 mai, première édition du Championnat d'Europe masculin : Lettonie.

## Récapitulatifs des principaux vainqueurs de compétitions 1934-1935

### Masculins
| Europe - France : CA Mulhouse. - Italie : Ginnastica Roma. - URSS : Moscou-Russie (Cette année-là, le championnat était joué par des cités, des régions et des républiques soviétiques). | Amériques | Afrique, Asie, Océanie |

### Féminines
| Europe - Italie : Canottieri Milano. Amériques | Afrique, Asie, Océanie |